# Круглово (Калінінградська область)
Круглово (рос. Круглово) — селище Зеленоградського району, Калінінградської області Росії. Входить до складу Красноторовського сільського поселення.
Населення — 78 осіб (2015 рік).

## Населення
| 2002 | 2010 |
| ---- | ---- |
| 150  | ↘78  |